# Eiectus
Eiectus era un rettile marino appartenente al gruppo dei pliosauri, vissuto nel Cretaceo inferiore (circa 115 milioni di anni fa). I suoi resti fossili sono stati rinvenuti in Australia.

## Tassonomia
Nel 1931 l'Harvard Museum of Comparative Zoology (MCZ) ha portato alla luce uno scheletro di pliosauride vicino a Hughenden, nel Queensland, nelle rocce del Doncaster Member of the Wallumbilla Formation. L'esemplare, catalogato MCZ 1285, è stato riferito a Kronosaurus queenslandicus da White (1935) sulla base di confronti con la mascella olotipica di K. queenslandicus.
Sebbene il cranio di MCZ 1285 sia stato preparato, i limiti di tempo e di budget hanno fatto sì che la preparazione e il restauro dello scheletro quasi completo fossero ritardati di 20 anni. Dopo che il campione è stato completamente preparato, una descrizione più dettagliata è stata fornita da Romer e Lewis (1959).
Molnar (1982, 1991) ha suggerito che MCZ 1285 potrebbe non essere conspecifico con l'olotipo di Kronosaurus queenslandicus, ma invece rappresentare una seconda specie che differisce per avere un cranio più profondo e robusto (seguito da Thulborn e Turner 1993). Nel loro articolo che erige il nuovo genere Monquirasaurus per Kronosaurus boyacensis, Noe e Gómez-Pérez (2022) hanno eretto il nuovo genere e specie Eiectus longmani per i resti di pliosauridi della Formazione Wallumbilla, sottolineando che il rinvio di tutti i resti di pliosauridi dall'Aptiano-Albiano dell'Australia si basava solo sulle dimensioni e quel lavoro futuro potrebbe confermare il presente di più di una specie di pliosauridi dall'Australia.